# Коран

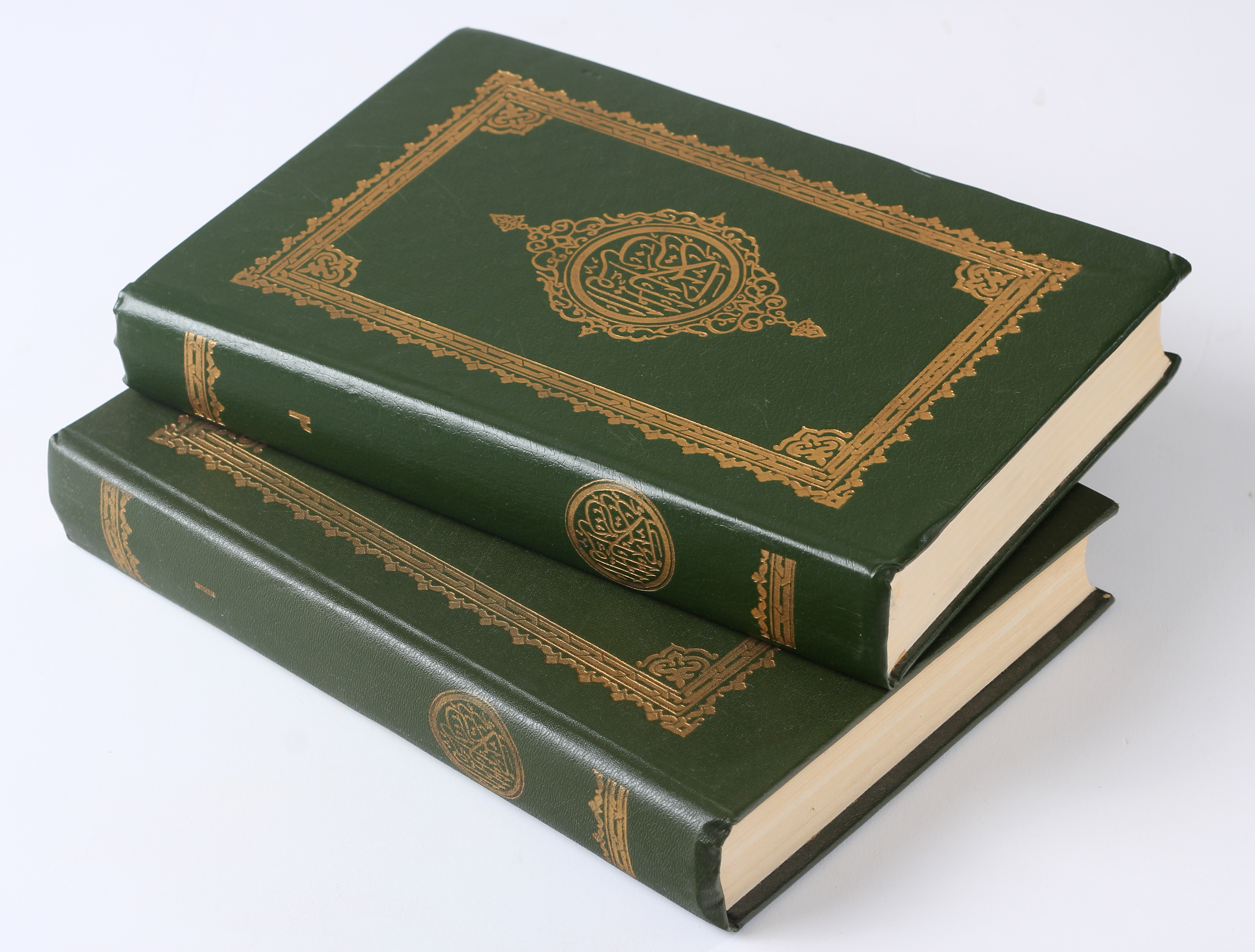
Обложка Корана

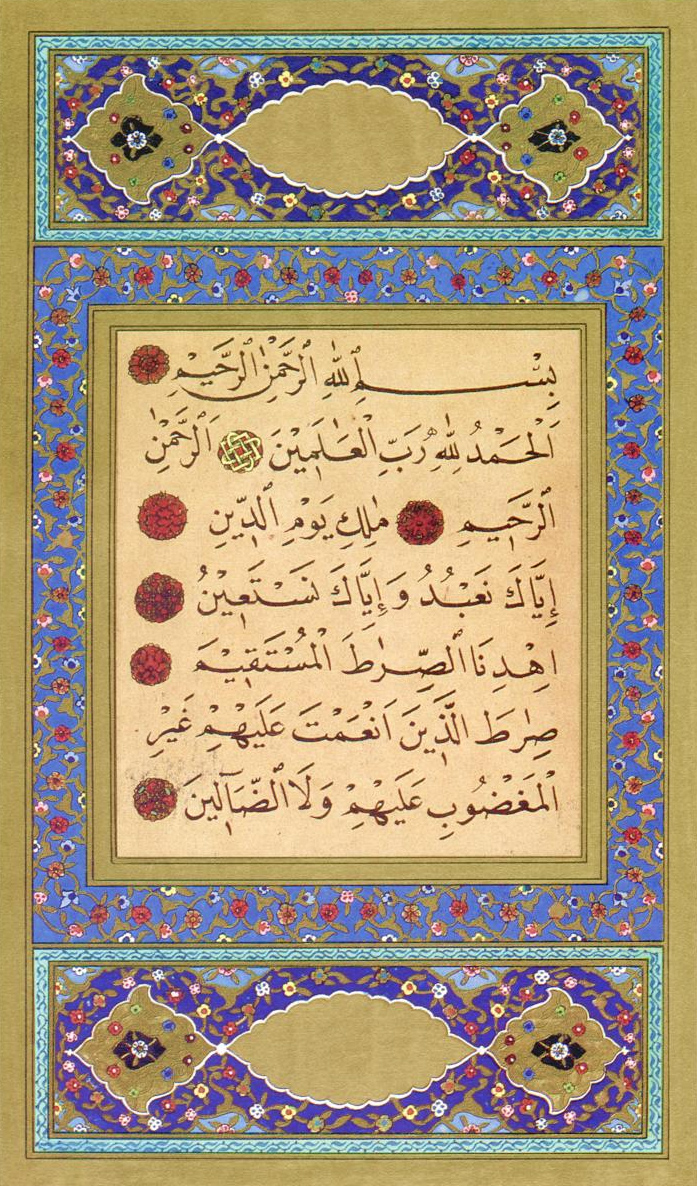
Сура Аль-Фатиха

Кора́н (араб. الْقُرآن‎ [qurˈʔaːn] — аль-К̣ур’а̄н, Священный Коран, Благородный Коран, Досточтимый Коран) — священная книга мусульман, написанная на арабском языке. Слово «Коран» происходит от арабского الْقُرآن — «чтение вслух», «назидание»(Коран, 75:16-18). Согласно исламскому вероучению, Коран был передан путём откровения пророку Мухаммеду и является словом Божьим.
Современная редакция Корана является собранием записей, проанализированных в седьмом веке специальной коллегией во главе с Зейдом ибн Сабитом, по повелению Абу Бакра ас-Сиддика и Умара ибн аль-Хаттаба, проверенная и утверждённая в качестве единственно правильной версии при третьем халифе Усмане. В мусульманской традиции считается, что каноническая версия была утверждена в соответствии с единогласием оставшихся на тот момент в живых сподвижников пророка о том, что именно в таком виде читал Коран сам пророк Мухаммед, и именно так он был продиктован. Достоверным (мутаватир) является и письменная запись Корана и его прочтение, а также сохранён язык, на котором ниспослан Коран — литературный (классический) арабский.
Согласно мусульманской традиции, передача Корана была осуществлена через ангела Джибриля (архангела Гавриила) и длилась без малого 23 (точнее 22, с 610 по 632 год) года, а первое откровение Мухаммед получил в возрасте сорока лет, в Ночь предопределения (месяц Рамадан). Коран был записан со слов Мухаммеда его сподвижниками.
Корану посвящено множество исследований как мусульманских, так и немусульманских учёных. В мусульманском мире одним из обобщающих трудов признано «Совершенство в коранических науках» Джалал ад-Дин ас-Суйуты (1455—1505).
В исламских странах Коран, вместе с Сунной — словами и делами Мухаммеда, переданными в хадисах, — служит основой законодательства, как религиозного, так гражданского и уголовного.
К Корану написано множество тафсиров (разъясняющих комментариев), сделанных мусульманскими учёными-богословами.

## Этимология
Существует несколько мнений о происхождении названия. По общепринятой версии, оно является производным от арабского глагола قَرَأَ‎, к̣араʾа — «читать, чтение», предположительно под влиянием сир. ܩܪܝܢܐ кериана — «чтение священного текста», «назидание».
В самом Коране использованы различные имена последнего откровения, из которых самыми распространёнными являются:
- Фуркан (араб. فُرْقَان‎ —  «различение»‎ — добра и зла, истины и лжи, дозволенного и запретного)(Коран, 25:1)
- Китаб (араб. كِتَاب‎ —  «книга»‎)(Коран, 18:1)
- Зикр (араб. ذِكْر‎ —  «напоминание»‎)(Коран, 15:9)
- Танзиль (араб. تَنْزِيل‎ —  «ниспослание»‎)(Коран, 26:192)
- Нур (араб. نُور‎ —  «свет»‎)(Коран, 24)

Словом «мусхаф» именуют отдельные экземпляры Корана (соответственно под словом «Коран» понимается его содержание).

## Значение в исламе
Коран, согласно исламской догматике, — это:
- божественное руководство для человечества, последнее Священное Писание, ниспосланное Аллахом[2];
- предвечное и несотворённое[13] Слово Божье, свидетельство пророчества и последнее небесное откровение, которое подтвердило истинность всех предыдущих священных Писаний, отменило провозглашённые ими законы и утвердило последнее и самое совершенное небесное законодательство[1][2] (впрочем, в исламской истории имели место серьёзные богословские дискуссии по вопросам о сотворённости/несотворённости Корана[14]);
- чудо, одно из доказательств пророческой миссии Мухаммеда, кульминация серии божественных посланий. Божественные послания начались с Адама, включали в себя Свитки Авраама, Таурат (Тору), Забур (Псалтирь) и Инджиль (Евангелие)[2].

## Содержание

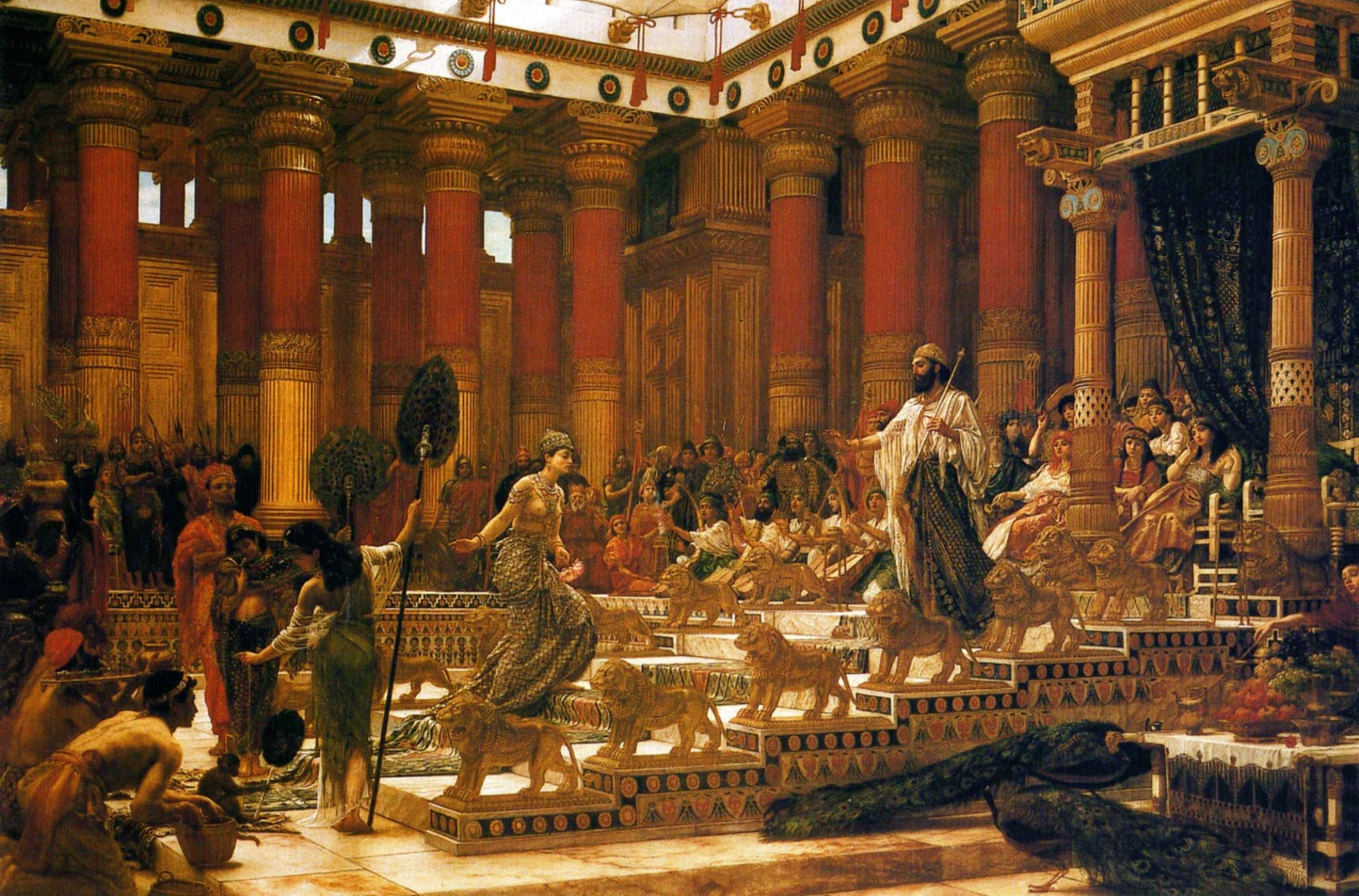
Визит царицы Белкис к царю Соломону. Эдвард Пойнтер, 1890. В Ветхом Завете Соломон взял семьсот жён и триста наложниц, а в старости он поклонялся идолам как язычник. Соломон вошёл в Коран как царь-пророк, правивший людьми, джиннами и природой

Коран содержит в себе основные принципы и идеи вероучения, которые, согласно мусульманской концепции, были устно переданы Мухаммаду самим Аллахом через ангела Джибриля. Данная книга содержит множество пересечений с иудаизмом и христианством. Исламские богословы объясняют это тем, что ранее Аллах уже передавал свои заветы Мусе и Исе, но со временем эти заветы стали устаревать или искажаться, и лишь Мухаммeд донёс до верующих истинную веру.
Коран включает в себя 114 глав (сур). Первые суры Корана представляют собой целые трактаты, а последние занимают всего несколько строчек. Содержание сур крайне разнообразно — здесь есть и изложения основ мусульманского права, и описания реальных исторических событий периода противостояния Мекки и Медины.
Исследователями суры делятся на две группы — мекканскую и мединскую. Первая группа относится к периоду, когда Мухаммед только начинал свой путь как пророк. Вторая группа относится ко времени, когда пророк получил широкое признание и почитание. Более поздние мединские суры уделяют меньше внимания богословским размышлениям о страшном суде и тому подобном и больше концентрируются на формулировании правил поведения, оценке исторических событий и тому подобном.
В Коране предлагается неверующим найти противоречия в Писании, если они так уверены в его несовершенстве и неистинности. Позднее в дополнение к Корану появились устные предания, хадисы, повествующие о жизни пророка. Вскоре после смерти Мухаммеда хадисы стали собираться его последователями и в девятом веке были сформированы шесть сборников, составившие так называемую Сунну.
Около четверти текста Корана описывает жизнь различных пророков, описания большей части которых совпадают с библейскими. В число пророков вошли ветхозаветные патриархи Адам, Ной (Нух), цари Давид (Давуд) и Соломон (Сулейман) и другие. В Коране также упоминаются цари и праведники, имена которых в Библии не упоминались (Лукман, Зуль-Карнайн и др.). Последним в списке пророков идёт сам Мухаммед и утверждается, что после него никаких других пророков уже не будет.

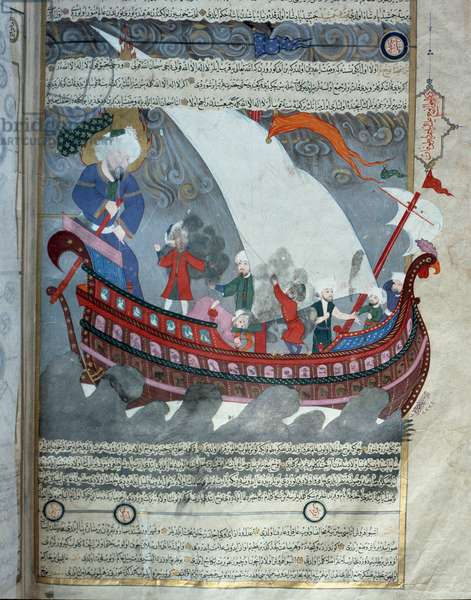
Корабль Нуха, Зубдетют-Теварих; Эпос о Гильгамеше переосмыслен в Торе и Коране. Однако после Всемирного потопа, по словам писателей Торы, корабль был посажен на горе Арарат, а в Коране он помещен на горе Джуди.(Сура Худ — 44.Стих)

По мнению либеральных учёных, миф о потопе из истории Гильгамеша заимствован у вавилонян и переосмыслен в Торе и Коране.

### Структура Корана
В Коране насчитывается 114 сур (глав) разной длины (от 3-х до 286-ти аятов, от 15 до 6144 слов). Все суры разделены на аяты (стихи). По различным подсчётам в Коране от 6204 до 6236 аятов и 333 015 букв (речь идёт об арабском тексте Корана). Коран также разделён на семь равных частей (манзилей) для удобства чтения Корана в течение недели. Деление Корана на 30 частей (джуз) позволяет прочитывать Коран равномерно в течение одного месяца.
Согласно мусульманской традиции, суры делятся на мекканские — которые были ниспосланы Мухаммеду до хиджры (переселения в Медину) или по пути в этот город, — и мединские — которые были ниспосланы в Медине либо во время какого-нибудь путешествия, совершённого Мухаммедом после хиджры.
Мусульмане считают, что содержание Корана не может быть изменено, так как Всевышний пообещал его охранять вплоть до Судного дня(Коран, 15:9):
Воистину, Мы ниспослали Напоминание, и Мы оберегаем его
Все суры Корана, кроме девятой, начинаются словами: «Во имя Аллаха, Милостивого, Милосердного». В первой суре Корана эти слова включены в текст в качестве первого аята.
Суры, за некоторыми исключениями, расположены в Коране не хронологически, а в зависимости от их размера: вначале идут длинные суры, затем суры с постепенно убывающим количеством стихов.

### Важнейшие суры и аяты Корана
- Сура 1. Самая известная сура «Аль-Фатиха» («Открывающая Книгу»), называемая также «Матерью Корана», неоднократно читается мусульманами в каждой из 5 обязательных ежедневных молитв[22].
- Сура 36. «Йа-Син». В учении ислама эта сура является «сердцем Корана»[23].
- Сура 112. Очень короткая сура «Аль-Ихлас» является своеобразным «символом веры» ислама. Её название значит «Искренность»[24].
- Сура 2, аят 255, называемый аят «Аль-Курсий» (Аят Трона). Одно из самых ярких высказываний о вселенском владычестве Аллаха над всем, что Он создал[25].
- Сура 24, аят 35, «Аят о Свете» — стих, описывающий славу Божию[26].

## История Корана

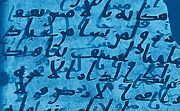
Страница рукописи из Саны. Палимпсест, выявленный с помощью ультрафиолетового излучения, сильно отличается от современного стандартного издания Корана

Согласно исламской традиции считается, что Коран снизошёл в мир от Аллаха в полном виде в пещере Хира в Ночь предопределения, но ангел Джабраил передавал его пророку по частям в течение 23 лет(Коран, 17:106) — между 610 и 632 годами по григорианскому календарю.
Во время своей публичной деятельности Мухаммед сделал множество изречений и произнёс множество проповедей. При этом, когда он говорил от имени Аллаха, он пользовался рифмованной прозой, в древности бывшей традиционной формой речи оракулов. Эти изречения, в которых пророк говорил от имени Аллаха, стали Кораном. Остальные изречения вошли в предания. Так как Мухаммед сам не умел ни читать, ни писать, он приказывал своему секретарю записывать изречения на клочках бумаги, костях. Однако часть его изречений сохранилась не благодаря записям, а по памяти. В итоге откровения образовали 114 сур или 30 джузов. Ввиду произвольности порядка расположения откровений, критикам сложно выявить их хронологический порядок. Тем не менее существует несколько способов отсортировать их по времени. Так, например, одно надёжное предание делит суры на мекканские и мединские. Однако данный способ не всегда работает, так как часть сур составлена из откровений разного периода.
При жизни Пророка необходимость в Коране отсутствовала — любые неясные вопросы мог растолковать сам Мухаммед. Тем не менее после его смерти стремительно распространяющемуся исламу потребовался чётко сформулированный письменный закон, подкреплённый именем Пророка. В связи с этим Абу Бакр и Умар поручили бывшему секретарю Пророка Зейду ибн-Сабиту сформировать первоначальную сводку существующих записей слов пророка. Достаточно быстро Зейд завершил свою работу и представил начальный вариант Корана. Параллельно с ним той же работой были заняты и другие люди. Благодаря этому появились ещё четыре сборника заповедей Аллаха. Зейду было поручено свести все пять редакций вместе и по завершении этой работы первоначальные версии были уничтожены. Результат же работы Зейда был признан канонической версией Корана. Легенда гласит, что эту версию любил читать сам халиф Усман, и именно её он читал в тот момент, когда был убит толпой. Существуют даже старинные рукописи Корана, на которых, как утверждается, осталась кровь халифа.
Уже в первые десятилетия после смерти Мухаммеда выявились разногласия между последователями ислама. Эти последователи стали разделяться на первые направления и секты — суннитов, хариджитов и шиитов. Среди них отношение к каноническому Корану было различным. Сунниты безоговорочно признали текст Зейда. Хариджиты обладавшие пуританскими взглядами, стали возражать против двенадцатой суры, повествующей о Йусуфе (библ. — Иосифе), проданном своими братьями в рабство, в Египет. С точки зрения хариджитов, сура излишне вольно описывала попытки жены египетского вельможи соблазнить Иосифа. Шииты же считали, что по приказу Усмана из Корана были удалены все места, повествующие об Али и отношении к нему со стороны пророка. Тем не менее все недовольные были вынуждены пользоваться именно версией Зейда.
Как следует из его названия, Коран предназначался для чтения вслух. Со временем оно обратилось в целое искусство — Коран следовало читать как Тору в синагоге, речитативом и нараспев. Также каждый должен был помнить значительную часть текста наизусть. Как в прошлом, так и сейчас есть люди, которые помнят наизусть весь Коран, называемые хафизами. Благодаря этому Коран играет важную роль в деле общественного образования, местами являясь единственным учебным материалом. Так как на нём основано обучение языку, вместе с исламом распространяется и арабский язык. И вся связанная с исламом литература, независимо от её языка, полна отсылками к Корану.
Вместе с тем имеется ряд доказательств того, что текст Корана изменялся с течением времени. Немецкий исследователь коранической палеографии Герд Р. Пуин считает, что палимпсест из Саны указывает на развитие текста Корана Аналогичное мнение выразил британский историк-исследователь Ближнего Востока Лоуренс Конрад в отношении ранних биографий Мухаммеда; по его словам, исламские взгляды на дату рождения Мухаммеда до VIII века н. э. различались на протяжении 85 лет.
Первый напечатанный Коран выпустил в свет Паганино Паганини в 1538 году в Венеции.

## Коран и наука

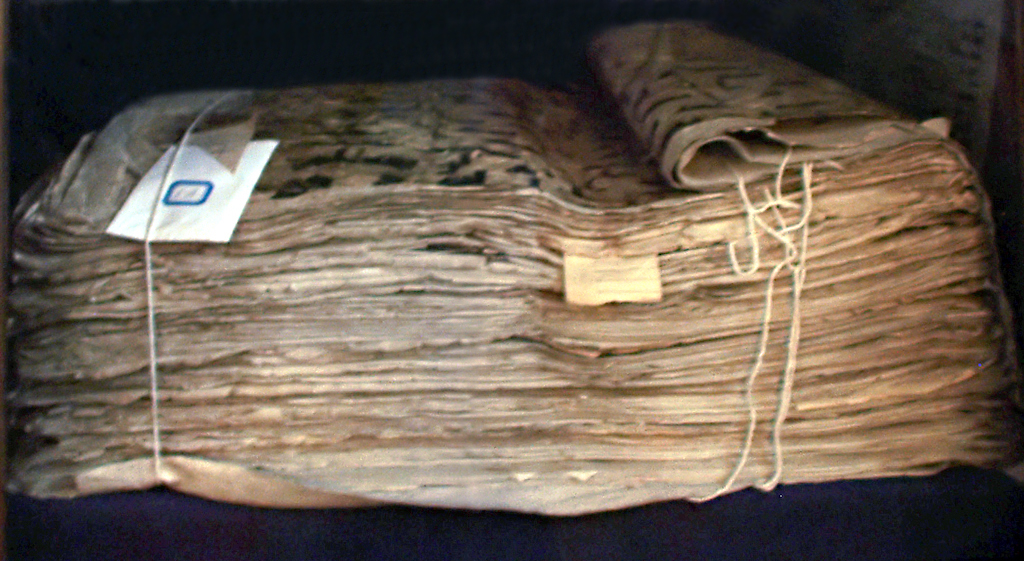
Коран, IX век

Мусульманские богословы заявляют, что Коран безусловно не является научным трудом, однако упомянутые в нём факты, связанные с самыми различными областями знаний, указывают на то, что научный потенциал Корана многократно превосходил тот уровень познаний, который человечество достигло к моменту появления Корана.
Этот конкордизм стремится к согласованию коранического сказания о миротворении с данными современной науки. Через некоторые, часто поэтические и расплывчатые стихи сторонники этой концепции «предсказывают» тектонику плит, скорость света, и т. д. Однако следует подчеркнуть, что большинство этих стихов могут также описать известные уже во время создания Корана наблюдаемые факты или распространённые теории (например, теория Галена).
Самым популярным сторонником коранического конкордизма является турецкий публицист Аднан Октар, более известный под псевдонимом Харун Яхья. В своих книгах он однозначно отвергает теорию эволюции, тем самым оставаясь на позициях креационизма, хотя его взгляды подвергаются критике со стороны светских и мусульманских учёных.
В современном исламском мире широко распространено убеждение, что Коран якобы предсказал многие научные теории и открытия. Мусульманский проповедник Идрис Галяутдин в одной из своих книг перечислил имена современных учёных, принявших ислам после того, как сделав очередное открытие, видели, что оно было отражено в Коране четырнадцать веков назад. Одним из них был французский врач-гастроэнтеролог и писатель Морис Бюкай. Однако подобные списки нужно рассматривать осмотрительно: вопреки тому что часто указано, М. Бюкай, видимо, не был членом Французской Медицинской Академии. Другие списки включают также Жака-Ив Кусто, хотя опровержение о его обращении было опубликовано его фондом ещё в 1991.

### Источники рассказов Корана

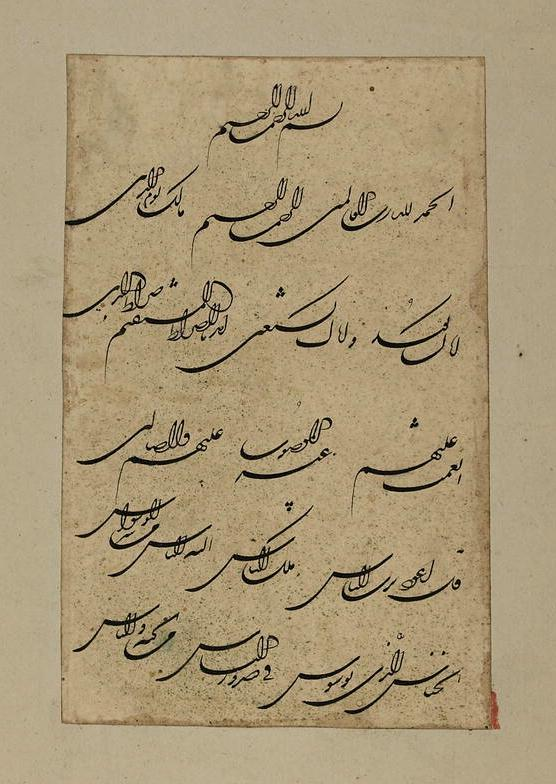
Первая и последняя главы Корана вместе

### Таджвид

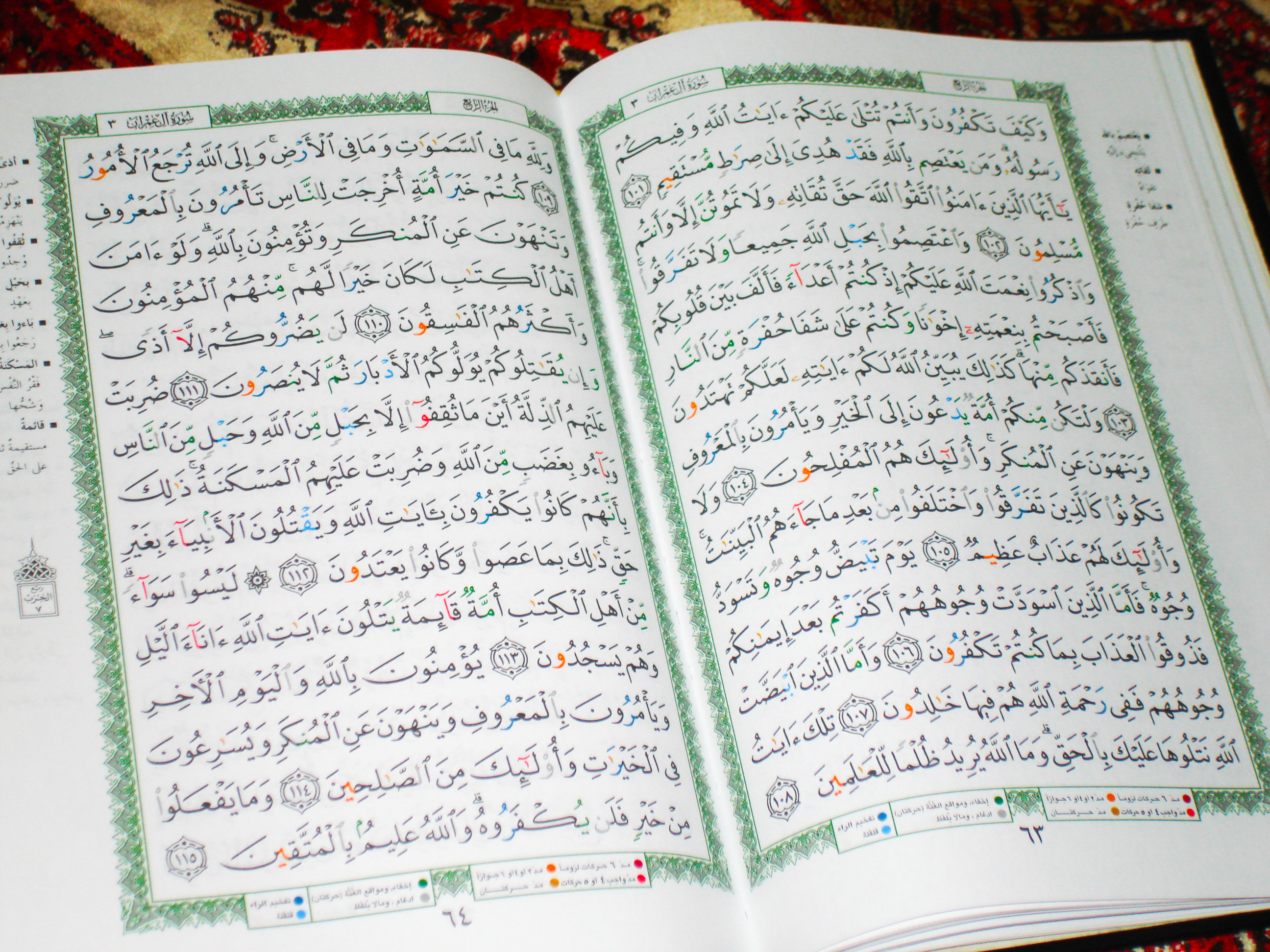
Коран с цветным обозначением правил тажвида

## В культуре

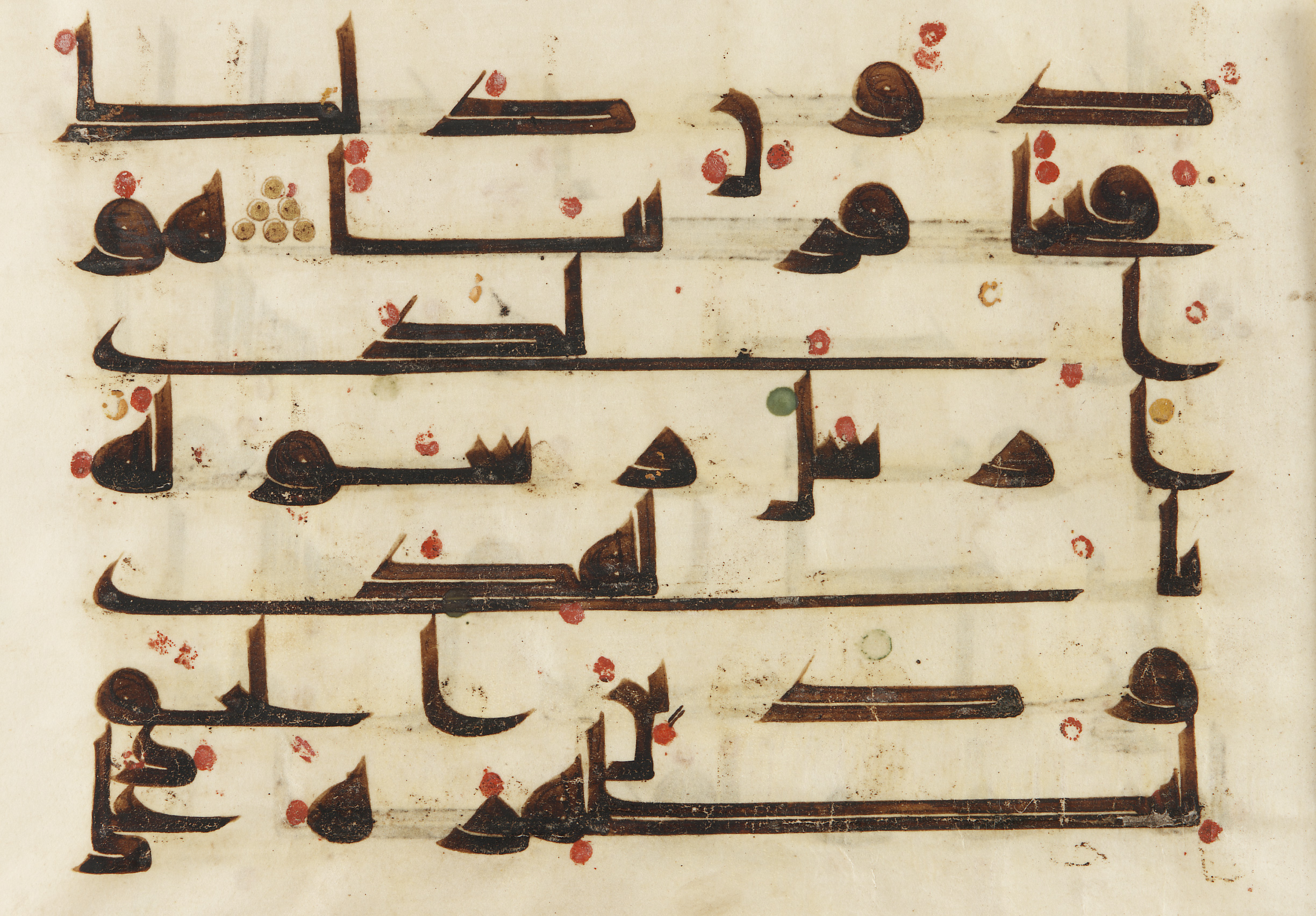
Страница из Корана

## Переводы

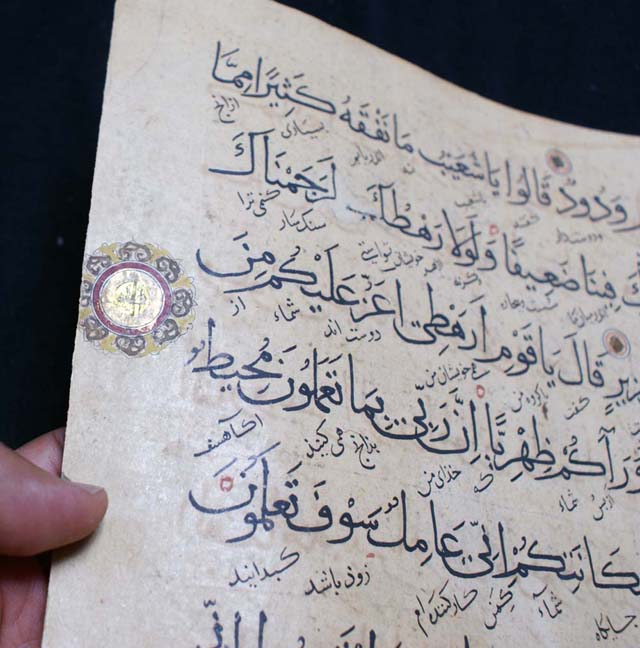
Коран с персидским переводом

## Изучение Корана